# Parijs-Roubaix 2002
Op 14 april 2002 werd de 100e editie verreden van de Franse wielerklassieker Parijs-Roubaix in regenachtige omstandigheden. De wedstrijd, die 261 kilometer lang was, bestond voor zo'n vijftig kilometer uit de beruchte kasseienstroken.

## Verloop
Onder barre weersomstandigheden won Johan Museeuw voor de derde keer. Zo'n veertig kilometer van de aankomst in de velodroom van Roubaix, reed hij alleen weg op de kasseistrook van Mérignies naar Avelin. George Hincapie vroeg Tom Boonen de achtervolging in te zetten. 

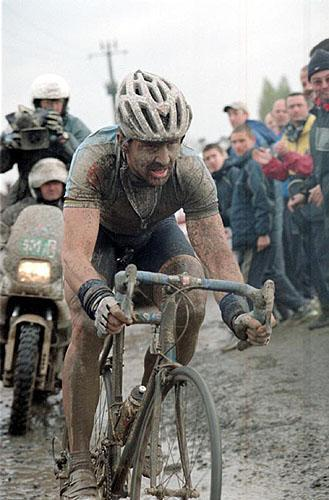
(Cysoing à Bourghelles) Museeuws derde succes was onder barre omstandigheden.

Op zo'n 25 kilometer van de finish bedroeg de voorsprong van Museeuw vijftig seconden. Even later viel Hincapie op de kasseistrook van Camphin-en-Pévèle en Boonen bleef alleen over. Steffen Wesemann kwam bij Boonen op het Carrefour de l'Arbre. Samen zetten ze de achtervolging verder. Museeuw bleek echter reeds te ver weg en slaagde erin met een voorsprong van ruim drie minuten de Vélodrome André Pétrieux van Roubaix op te rijden. Wesemann versloeg de 21-jarige Boonen in de spurt om de tweede plaats. Voor Museeuw zou het zijn voorlaatste grote overwinning in een klassieker zijn. Datzelfde najaar won hij met de Vattenfall Cyclassics zijn elfde en laatste klassieker.

## Uitslag
| rang | renner           | land             | tijd       |
| ---- | ---------------- | ---------------- | ---------- |
| 1    | Johan Museeuw    | België           | 6u 39' 08" |
| 2    | Steffen Wesemann | Duitsland        | op 3' 04"  |
| 3    | Tom Boonen       | België           | op 3' 08"  |
| 4    | Tristan Hoffman  | Nederland        | op 4' 02"  |
| 5    | Lars Michaelsen  | Denemarken       | z.t.       |
| 6    | George Hincapie  | Verenigde Staten | z.t.       |
| 7    | Thierry Gouvenou | Frankrijk        | z.t        |
| 8    | Max van Heeswijk | Nederland        | z.t.       |
| 9    | Nico Mattan      | België           | z.t.       |
| 10   | Enrico Cassani   | Italië           | z.t.       |